# La Liga 2003–04
La Liga 2003-04 là mùa giải thứ 73 của La Liga kể từ khi giải đấu được thành lập, bắt đầu từ ngày 30 tháng 8 năm 2003 và kết thúc vào ngày 23 tháng 5 năm 2004. Valencia đã giành được chức vô địch thứ 6 trong lịch sử câu lạc bộ.

## Thăng hạng và xuống hạng
Đội thăng hạng từ Segunda División 2002–03
- Real Murcia
- Real Zaragoza
- Albacete Balompié

Đội xuống hạng tới Segunda División 2003–04
- Recreativo de Huelva
- Deportivo Alavés
- Rayo Vallecano

## Thông tin đội bóng

### Câu lạc bộ và vị trí
Mùa giải 2003–04 bao gồm các câu lạc bộ sau:
- Albacete Balompié
- Athletic Bilbao
- Atlético Madrid
- FC Barcelona
- Real Betis
- Celta de Vigo
- Deportivo de La Coruña
- RCD Espanyol
- Málaga CF
- RCD Mallorca
- Real Murcia
- CA Osasuna
- Racing de Santander
- Real Madrid
- Real Sociedad
- Sevilla FC
- Valencia CF
- Real Valladolid
- Villarreal CF
- Real Zaragoza

## Bảng xếp hạng
| XH | Đội                 | Tr | T  | H  | T  | BT | BB | HS  | Đ  | Lên hay xuống hạng                             | Thành tích đối đầu      |
| -- | ------------------- | -- | -- | -- | -- | -- | -- | --- | -- | ---------------------------------------------- | ----------------------- |
| 1  | Valencia (C)        | 38 | 23 | 8  | 7  | 71 | 27 | +44 | 77 | Vòng bảng UEFA Champions League 2004–05        |                         |
| 2  | Barcelona           | 38 | 21 | 9  | 8  | 63 | 39 | +24 | 72 | Vòng bảng UEFA Champions League 2004–05        |                         |
| 3  | Deportivo La Coruña | 38 | 21 | 8  | 9  | 60 | 34 | +26 | 71 | Vòng loại thứ ba UEFA Champions League 2004–05 |                         |
| 4  | Real Madrid         | 38 | 21 | 7  | 10 | 72 | 54 | +18 | 70 | Vòng loại thứ ba UEFA Champions League 2004–05 |                         |
| 5  | Athletic Bilbao     | 38 | 15 | 11 | 12 | 53 | 49 | +4  | 56 | Vòng một UEFA Cup 2004–05                      |                         |
| 6  | Sevilla             | 38 | 15 | 10 | 13 | 56 | 45 | +11 | 55 | Vòng một UEFA Cup 2004–05                      | SEV 1–0 ATB ATB 2–1 SEV |
| 7  | Atlético Madrid     | 38 | 15 | 10 | 13 | 51 | 53 | −2  | 55 | Vòng baUEFA Intertoto Cup 2004                 | SEV 1–0 ATB ATB 2–1 SEV |
| 8  | Villarreal          | 38 | 15 | 9  | 14 | 47 | 49 | −2  | 54 | Vòng haiUEFA Intertoto Cup 2004                |                         |
| 9  | Betis               | 38 | 13 | 13 | 12 | 46 | 43 | +3  | 52 |                                                |                         |
| 10 | Málaga              | 38 | 15 | 6  | 17 | 50 | 55 | −5  | 51 | MLG 3–1 MAL MAL 2–1 MLG                        |                         |
| 11 | Mallorca            | 38 | 15 | 6  | 17 | 54 | 66 | −12 | 51 | MLG 3–1 MAL MAL 2–1 MLG                        |                         |
| 12 | Zaragoza            | 38 | 13 | 9  | 16 | 46 | 55 | −9  | 48 | Vòng một UEFA Cup 2004–05 1                    | OSA 0–1 ZAR ZAR 1–0 OSA |
| 13 | Osasuna             | 38 | 11 | 15 | 12 | 38 | 37 | +1  | 48 |                                                | OSA 0–1 ZAR ZAR 1–0 OSA |
| 14 | Albacete            | 38 | 13 | 8  | 17 | 40 | 48 | −8  | 47 |                                                |                         |
| 15 | Real Sociedad       | 38 | 11 | 13 | 14 | 49 | 53 | −4  | 46 |                                                |                         |
| 16 | Racing Santander    | 38 | 11 | 10 | 17 | 48 | 63 | −15 | 43 | RAC 0–1 ESP ESP 0–1 RAC                        |                         |
| 17 | Espanyol            | 38 | 13 | 4  | 21 | 48 | 64 | −16 | 43 | RAC 0–1 ESP ESP 0–1 RAC                        |                         |
| 18 | Valladolid (R)      | 38 | 10 | 11 | 17 | 46 | 56 | −10 | 41 | Xuống chơi tại Segunda División                |                         |
| 19 | Celta de Vigo (R)   | 38 | 9  | 12 | 17 | 48 | 68 | −20 | 39 | Xuống chơi tại Segunda División                |                         |
| 20 | Murcia (R)          | 38 | 5  | 11 | 22 | 29 | 57 | −28 | 26 | Xuống chơi tại Segunda División                |                         |

Nguồn: LFP
Quy tắc xếp hạng: 1st Điểm; 2nd Điểm thành tích đối đầu; 3rd Hiệu số bàn thắng thành tích đối đầu; 4th Bàn thắng thành tích đối đầu; 5th Hiệu số bàn thắng; 6th Số bàn thắng; 7th Điểm số Giải phong cách.
1Zaragoza tham dự UEFA Cup với tư cách đội vô địch Copa del Rey 2003–04.
(VĐ) = Vô địch; (XH) = Xuống hạng; (LH) = Lên hạng; (O) = Thắng trận Play-off; (A) = Lọt vào vòng sau. 
Chỉ được áp dụng khi mùa giải chưa kết thúc: 
(Q) = Lọt vào vòng đấu cụ thể của giải đấu đã nêu; (TQ) = Giành vé dự giải đấu, nhưng chưa tới vòng đấu đã nêu.
Thành tích đối đầu: Được áp dụng khi số liệu thành tích đối đầu được dùng để xếp hạng các đội bằng điểm nhau.

## kết quả thi đấu
| Nhà \ Khách[1]      | Albacete | Athletic Bilbao | Atlético Madrid | Barcelona | Betis | Celta | Deportivo | Espanyol | Málaga | Mallorca | Murcia | Osasuna | Racing | Real Madrid | Real Sociedad | Sevilla | Valencia | Valladolid | Villarreal | Zaragoza |
| Albacete            |          | 1–1             | 1–1             | 1–2       | 1–0   | 0–2   | 0–2       | 2–1      | 0–1    | 2–0      | 1–0    | 0–2     | 4–0    | 1–2         | 3–1           | 1–4     | 0–1      | 2–0        | 2–0        | 3–1      |
| Athletic Bilbao     | 1–1      |                 | 3–4             | 0–1       | 1–1   | 0–0   | 1–0       | 1–0      | 2–1    | 4–0      | 2–1    | 1–1     | 1–2    | 4–2         | 1–0           | 2–1     | 1–1      | 1–4        | 2–0        | 4–0      |
| Atlético Madrid     | 1–0      | 3–0             |                 | 0–0       | 2–1   | 3–2   | 0–0       | 2–0      | 2–0    | 2–1      | 1–1    | 1–1     | 2–2    | 1–2         | 4–0           | 2–1     | 0–3      | 2–1        | 1–0        | 1–2      |
| Barcelona           | 5–0      | 3–1             | 1–1             |           | 2–1   | 1–1   | 0–2       | 4–1      | 3–0    | 3–2      | 3–0    | 1–1     | 1–0    | 1–2         | 1–0           | 1–1     | 0–1      | 0–0        | 0–0        | 3–0      |
| Betis               | 3–2      | 1–2             | 1–1             | 1–1       |       | 1–0   | 0–0       | 2–2      | 3–0    | 0–2      | 1–1    | 1–1     | 0–0    | 1–1         | 2–1           | 1–1     | 0–1      | 1–0        | 1–3        | 2–1      |
| Celta de Vigo       | 2–2      | 2–2             | 0–2             | 1–0       | 0–2   |       | 0–5       | 1–5      | 0–2    | 1–2      | 1–1    | 1–0     | 0–1    | 0–2         | 2–5           | 0–0     | 0–2      | 3–2        | 2–1        | 0–2      |
| Deportivo La Coruña | 3–0      | 2–0             | 5–1             | 2–3       | 2–2   | 3–0   |           | 2–1      | 1–0    | 0–2      | 1–0    | 2–0     | 1–1    | 2–0         | 2–1           | 1–0     | 2–1      | 1–1        | 0–1        | 4–1      |
| Espanyol            | 1–1      | 3–1             | 2–1             | 1–3       | 1–2   | 0–4   | 2–0       |          | 1–2    | 2–0      | 2–0    | 0–1     | 0–1    | 2–4         | 1–1           | 1–0     | 2–1      | 2–0        | 1–2        | 0–2      |
| Málaga              | 1–1      | 3–1             | 2–1             | 5–1       | 2–3   | 2–1   | 1–1       | 5–2      |        | 3–1      | 1–0    | 0–0     | 1–0    | 1–3         | 1–2           | 2–0     | 1–6      | 2–3        | 0–0        | 2–1      |
| Mallorca            | 0–0      | 0–1             | 1–3             | 1–3       | 2–1   | 2–4   | 4–2       | 4–2      | 2–1    |          | 4–1    | 1–1     | 1–1    | 1–3         | 1–1           | 1–1     | 0–5      | 1–0        | 1–2        | 2–0      |
| Murcia              | 1–0      | 1–3             | 2–2             | 0–2       | 0–1   | 2–2   | 0–0       | 0–1      | 1–2    | 2–0      |        | 0–1     | 1–1    | 2–1         | 2–2           | 1–3     | 2–2      | 2–1        | 1–1        | 1–0      |
| Osasuna             | 1–1      | 1–0             | 1–2             | 1–2       | 2–0   | 3–2   | 3–2       | 1–3      | 1–1    | 1–1      | 2–1    |         | 1–2    | 1–1         | 1–1           | 1–1     | 0–1      | 1–1        | 2–1        | 0–1      |
| Racing Santander    | 0–2      | 2–2             | 1–2             | 3–0       | 1–2   | 4–4   | 0–1       | 0–1      | 4–2    | 2–1      | 3–2    | 0–0     |        | 1–1         | 0–1           | 0–4     | 0–3      | 1–0        | 0–2        | 1–2      |
| Real Madrid         | 2–1      | 2–0             | 3–0             | 1–2       | 2–1   | 4–2   | 2–1       | 2–1      | 2–1    | 2–3      | 1–0    | 0–3     | 3–1    |             | 1–4           | 5–1     | 1–1      | 7–2        | 2–1        | 1–1      |
| Real Sociedad       | 0–1      | 2–1             | 1–1             | 3–3       | 0–4   | 1–1   | 1–2       | 3–1      | 1–1    | 0–1      | 2–0    | 1–0     | 1–0    | 1–0         |               | 1–1     | 0–0      | 1–3        | 2–2        | 3–0      |
| Sevilla             | 2–0      | 1–0             | 2–0             | 0–1       | 2–2   | 0–1   | 1–2       | 1–0      | 0–1    | 3–0      | 1–0    | 1–0     | 5–2    | 4–1         | 1–0           |         | 0–2      | 1–1        | 2–0        | 3–2      |
| Valencia            | 0–1      | 3–0             | 2–1             | 0–1       | 2–0   | 2–2   | 3–0       | 4–0      | 1–0    | 5–1      | 2–0    | 0–1     | 1–2    | 2–0         | 2–2           | 1–0     |          | 1–1        | 4–2        | 3–2      |
| Valladolid          | 2–0      | 3–1             | 2–0             | 1–3       | 0–0   | 0–2   | 1–1       | 3–1      | 1–0    | 1–3      | 0–0    | 1–1     | 0–4    | 2–3         | 2–2           | 2–0     | 0–0      |            | 3–0        | 1–2      |
| Villarreal          | 2–1      | 0–0             | 0–1             | 2–1       | 1–0   | 1–1   | 0–2       | 0–1      | 2–0    | 0–2      | 1–0    | 1–0     | 6–3    | 1–1         | 2–0           | 3–3     | 2–1      | 3–1        |            | 1–1      |
| Zaragoza            | 0–1      | 0–0             | 2–2             | 2–1       | 0–1   | 1–1   | 0–1       | 1–1      | 1–0    | 1–3      | 3–0    | 1–0     | 2–2    | 0–0         | 2–1           | 4–4     | 0–1      | 1–0        | 4–1        |          |

Nguồn: LFP
1 ^ Đội chủ nhà được liệt kê ở cột bên tay trái.
Màu sắc: Xanh = Chủ nhà thắng; Vàng = Hòa; Đỏ = Đội khách thắng.
a nghĩa là có bài viết về trận đấu đó.

## Tổng kết
- Thắng nhiều nhất - Valencia CF (23)
- Thắng ít nhất - Real Murcia (5)
- Hòa nhiều nhất - CA Osasuna (15)
- Hòa ít nhất - Espanyol (4)
- Thua nhiều nhất - Real Murcia (22)
- Thua ít nhất - Valencia (7)
- Ghi nhiều bàn nhất - Real Madrid (72)
- Ghi ít bàn nhất - Real Murcia (29)
- Để lọt lưới nhiều nhất - Celta de Vigo (68)
- Để lọt lưới ít nhất - Valencia (27)

## Giải thưởng

### Cúp Pichichi
Cúp Pichichi được trao cho cầu thủ ghi nhiều bàn thắng nhất trong mùa giải.
| Cầu thủ         | Câu lạc bộ      | Bàn thắng |
| --------------- | --------------- | --------- |
| Ronaldo         | Real Madrid     | 24        |
| Júlio Baptista  | Sevilla FC      | 20        |
| Mista           | Valencia CF     | 19        |
| Raúl Tamudo     | RCD Espanyol    | 19        |
| Fernando Torres | Atlético Madrid | 19        |
| Salva           | Málaga CF       | 18        |
| David Villa     | Zaragoza        | 17        |

### Giải phong cách
Valencia là câu lạc bộ giành giải phong cách với 99 điểm.

### Giải thưởng Pedro Zaballa
Joan Laporta (Chủ tịch FC Barcelona) và José María Alanís (cầu thủ của CD Siempre Alegres)